# Cầu Bến Thủy II
Cầu Bến Thủy II là một cây cầu bắc qua sông Lam trên Quốc lộ 1, nối liền hai tỉnh Nghệ An và Hà Tĩnh, Việt Nam.
Cầu là một phần của tuyến tránh thành phố Vinh, kết nối xã Hưng Lợi (huyện Hưng Nguyên, tỉnh Nghệ An) với thị trấn Xuân An (huyện Nghi Xuân, tỉnh Hà Tĩnh), cách cầu Bến Thủy I khoảng 800 m về phía thượng lưu.
Cầu Bến Thủy II được thiết kế vĩnh cửu bằng bê tông cốt thép và bê tông cốt thép dự ứng lực, có chiều dài 996 m, bề rộng mặt cầu là 25 m, đáp ứng bốn làn xe cơ giới lưu thông. Vận tốc thiết kế của cầu là 80 km/h.
Công trình có tổng mức đầu tư hơn 1.259 tỷ đồng, được khởi công xây dựng vào ngày 14 tháng 3 năm 2010 và thông xe vào ngày 7 tháng 9 năm 2012.